# Farkasokkal szemben
A Farkasokkal szemben (eredeti cím: Wanted Man) 2024-ben bemutatott amerikai akciófilm, amelynek forgatókönyvírója, rendezője és főszereplője Dolph Lundgren. A további szerepekben Christina Villa, Kelsey Grammer és Michael Paré látható.
A filmet a Quiver Distribution forgalmazásában 2024. január 19-én mutatták be az Egyesült Államokban a mozikban és Video on Demandon. Magyarországon a FilmBox Premium mutatta be 2025. február 11-én.

## Cselekmény
Travis Johansen idősödő nyomozónak az elavult rendőri módszerei miatt a rendőrségnek nemrégiben problémái támadtak a közvélemény felé. Hogy megmentse állását, Mexikóba küldik felkutatni egy női tanút, aki két DEA ügynök meggyilkolásának tanúja. Odaérve nemcsak a régi nézeteit találja megkérdőjelezve, hanem azt is, hogy a határ mindkét oldalán a rosszfiúk most már rá és a tanújára vadásznak.

## Szereplők
| Szerep                  | Színész         | Magyar hang         |
| ----------------------- | --------------- | ------------------- |
| Travis Johansen nyomozó | Dolph Lundgren  | Barabás Kiss Zoltán |
| Rosa Barranco           | Christina Villa | Farkas Fanni        |
| Brynner                 | Kelsey Grammer  | Berzsenyi Zoltán    |
| Tinelli                 | Michael Paré    | Holl Nándor         |
| Hernandez rendőrfőnök   | Roger Cross     | Juhász Zoltán       |
| Adam Hilts              | Aaron McPherson | Potocsny Andor      |

### Magyar változat
- Bemondó: Orosz  Gergely
- Magyar szöveg: Borsos Dávid
- Felvevő hangmérnök: Darvas Bence
- Hangmérnök és vágó: Hegyessy Ákos
- Gyártásvezető: Mészáros Szilvia
- Szinkronrendező: Berzsenyi Zoltán
- Produkciós vezető: Legény Judit

A szinkront a Laborfilm Szinkronstúdió készítette el.

## A film készítése
A forgatásra 2022 májusában került sor az új-mexikói Las Crucesben.

## Bemutató
2023 novemberében a Quiver Distribution megvásárolta a film észak-amerikai forgalmazási jogait, és 2024. január 19-re tervezte a film egyidejű bemutatását kiválasztott mozikban és Video on Demand szolgáltatáson.

## Fogadtatás
A Rotten Tomatoes weboldalon 7%-os értékelést kapott 14 kritika alapján, az átlagos értékelése 3,9 pont a tízből.